# Сакамото, Рюити
Рю́ити Сакамото (яп. 坂本龍一 Сакамото Рю:ити,  17 января 1952, Накано — 28 марта 2023, Токио) — японский музыкант, композитор, продюсер.
Лауреат премий «Оскар», «Грэмми» и BAFTA, двукратный лауреат премии «Золотой глобус».
Известен по музыке к фильмам Бернардо Бертолуччи «Последний император», «Под покровом небес» и «Маленький Будда».

## Биография

### Ранние годы и Yellow Magic Orchestra
Родился в 1952 году в районе Накано в Токио в семье редактора издательства «Kawade Shobō» Кадзуки Сакамото (1921—2002) и модельера Кейко Сакамото (в девичестве — Симомура). Рюити был единственным ребёнком в семье.
Сакамото с 1970 года обучался в Токийском национальном университете изящных искусств и музыки, где получил степень бакалавра в области музыкальной композиции и степень магистра с особым уклоном в области электронной и этнической музыки. Он изучал музыкальную этнографию с намерением продолжить работу в качестве исследователя в этом направлении, увлекаясь различными видами традиционной мировой музыки, в частности японской (особенно окинавской), индийской и африканской. Значительное влияние на него оказало творчество французского композитора Клода Дебюсси, который в свою очередь внимательно изучал восточную музыку. Рюити втянулся в эксперименты с университетским электронным оборудованием, в частности с синтезаторами Buchla, Moog, and ARP.
В 1978 году Харуоми Хосоно совместно с Рюити Сакамото и Юкихиро Такахаси создают получившее международное признание синтипоп-трио «Yellow Magic Orchestra».
В 1978 году Сакамото выпускает свой первый сольный альбом «The Thousand Knives of Ryūichi Sakamoto».

### Дальнейшая судьба
Как музыкант и композитор, Рюити Сакамото работает в различных музыкальных направлениях — в джазе, неоклассическом жанре, поп- и авангардной музыке, пишет также музыку к кинофильмам. В 1983 году написал музыку к фильму Нагисы Осимы «Счастливого Рождества, мистер Лоуренс», в котором также исполнил одну из главных ролей (вместе с Дэвидом Боуи, Томом Конти и Такэси Китано). В 1984 году музыка к этому фильму получила премию BAFTA. Песня из фильма, «Forbidden Colours», музыку для которой написал Рюити Сакамото, а слова — английский музыкант Дэвид Силвиан, стала хитом во многих странах.
В 2005 году он выполняет заказ финского электронного концерна NOKIA, создав пакет сигнальных мелодий для мобильных телефонов серии 8800.
10 июля 2014 года на официальном сайте было опубликовано заявление о том, что у композитора диагностировано онкологическое заболевание. В связи с этим отменяется ряд его выступлений.
Скончался 28 марта 2023 года. Незадолго до смерти успел записать концерт для фильма «Рюити Сакамото. Опус».

## Дискография

### Сольные альбомы
- Thousand Knives (1978)
- Summer Nerves (1979)
- B2-Unit (1980)
- Left-Handed Dream (1981) (Japan issues and international issues have different tracklisting)
- Ongakuzukan (1984)
- Esperanto (1985)
- Illustrated Musical Encyclopedia (international version of Ongakuzukan, above) (1986)
- Futurista (1986)
- Coda (1986)
- Neo Geo (1987)
- Tokyo Joe (1988)
- Beauty (1990)
- Heartbeat (1991)
- Sweet Revenge (1994)
- Smoochy (1995)
- 1996 (1996)
- Discord (1997)
- BTTB (1998)
- Cinemage (1999)
- Intimate (1999, совместно с Кэйдзо Иноуэ)
- L I F E (2000)
- Zero Landmine (2001)
- Comica (2002)
- Elephantism (2002)
- Love (2003)
- Vrioon (2003, совместно с Alva Noto)
- World Citizen (2003, совместно с Дэвидом Силвианом)
- Chasm (2004)
- Moto.tronic (2003, Compilation of tracks recorded between 1983 & 2003)
- Insen (2005, совместно с Alva Noto)
- Sala Santa Cecilia (2005, live EP совместно с Fennesz)
- Cantus omnibus unus; for mixed or equal choir (2005)
- Bricolages (2006)
- Cendre (2007, совместно с Fennesz)
- Ocean Fire (2007, совместно с Christopher Willits)
- Utp_ (2008, совместно с Alva Noto)
- Koko (2008)
- Out of Noise (2009)
- Three (2012)
- async (2017)
- 12 (17 января 2023)

### Morelenbaum2/Sakamoto
- Casa (2001)
- A Day in New York (2003)

### Фильмография
- 1983 — Счастливого Рождества, мистер Лоуренс / Merry Christmas Mr. Lawrence
- 1987 — / Ôritsu uchûgun Oneamisu no tsubasa / Royal Space Force: The Wings of Honneamise
- 1988 — Последний император / The Last Emperor — Масахико Амакасу
- 1990 — Под покровом небес / The Sheltering Sky
- 1990 — История служанки / The Handmaid’s Tale
- 1992 — Высокие каблуки / Tacones lejanos
- 1992 — Грозовой перевал / Emily Brontë's Wuthering Heights
- 1993 — Дикие пальмы / Wild Palms
- 1993 — Маленький Будда / Little Buddha
- 1998 — Глаза змеи / Snake Eyes
- 1998 — Любовь — это дьявол. Штрихи к портрету Ф. Бэкона / Love Is The Devil
- 1999 — Табу / Gohatto
- 2002 — Моя жизнь как фильм / Minha Vida Como Un Filme
- 2002 — Роковая женщина / Femme Fatale
- 2003 — Деррида / Derrida
- 2005 — / Shining Boy & Little Randy
- 2005 — Тони Такитани / Tony Takitani
- 2007 — Шёлк / Silk
- 2008 — Индиго / Indigo (к/м)
- 2015 — Выживший / The Revenant
- 2016 — Гнев / Ikari
- 2019 — Проксима / Proxima
- 2020 — Минамата / Minamata
- 2023 — Монстр / 怪物 Kaibutsu

## Музыка к событиям
- El Mar Mediterrani — к Церемонии Открытия Олимпийских игр в Барселоне (1992)
- Stalker (1997)
- LOL: Lack of Love — игра для Dreamcast (2000)